# 藍茂松
藍茂松（1908年-1979年），生於台灣日治時期的苗栗廳，台灣煤礦的經營者，曾任臺灣省臨時省議會的民營工礦企業貸款審核委員會委員，以及苗栗縣議員及台灣省議員。

## 煤礦事業
- 豐山煤礦：1958年承購自勝和煤礦，1963年即轉手給黃天生成立東盈煤礦[4]。
- 天富煤礦：1947年從翁瑞春承購而來，1960年轉手給與陳天賜及黃欉之子黃忠臣經營，之後改名為海山一坑。

## 從政經歷
- 臺灣省臨時省議會：第三屆議員
- 臺灣省議員苗栗選區：第一屆、第二屆省議員